# Ремдесивир
Ремдесивир (Remdesivir; GS-5734) — противовирусный препарат широкого спектра действия, аналог нуклеозидов.
Управление по санитарному надзору за качеством пищевых продуктов и медикаментов США (U.S. Food and Drug Administration) 1 мая 2020 выдало в упрощённом порядке «разрешение для экстренного использования» ремдесивира для лечения COVID-19 в США.

## Разработка препарата
Разработан корпорацией Gilead Sciences совместно с CDC и Исследовательским институтом инфекционных заболеваний Армии США в рамках программы по созданию препаратов против РНК-содержащих вирусов с пандемическим потенциалом, таких, как эболавирусы и коронавирусы. В 2012 году GS-441524 и его монофосфатное пролекарство GS-5734 были обнаружены в качестве хитов фенотипического скрининга противовирусной активности в серии аналогов нуклеозидов. В частности, GS-5734 эффективно ингибировало репродукцию SARS-CoV. В дальнейшем независимыми исследователями был продемонстрирован широкий спектр противовирусной активности GS-5734 против различных РНК-содержащих вирусов, в том числе коронавирусов.

### Эбола
Ремдесивир испытывался во время эпидемии лихорадки Эбола в 2013—2016 гг. Предварительные результаты были многообещающими, и препарат был использован во время новой эпидемии, начавшейся в 2018 году. Испытания подтвердили безопасность препарата, однако медики ДРК заявили, что препарат значительно менее эффективен, чем лечение с помощью моноклональных антител.
В октябре 2015 года Медицинский научно-исследовательский институт инфекционных заболеваний армии США (USAMRIID) объявил доклинические результаты, подтверждающие, что ремдесивир блокировал вирус Эбола у макак-резусов. Трэвис Уоррен, который был главным исследователем USAMRIID с 2007 года, сказал, что «эта работа является результатом продолжающегося сотрудничества между USAMRIID и Gilead Sciences». «Первоначальный скрининг» «библиотеки соединений Gilead Sciences для поиска молекул с многообещающей противовирусной активностью» был проведен учеными из Центров по контролю и профилактике заболеваний (CDC). В результате этой работы было рекомендовано «доработать ремдесивир в качестве потенциального лечения».
Ремдесивир быстро прошел клинические испытания из-за эпидемии вируса Эбола в Западной Африке в 2013—2016 годах, и в конечном итоге его начали применять у людей с этим заболеванием. Предварительные результаты были многообещающими; он использовался в условиях чрезвычайной ситуации во время эпидемии Эболы в Киву, которая началась в 2018 году, наряду с дальнейшими клиническими испытаниями, до августа 2019 года, когда представители конголезского здравоохранения объявили, что он был значительно менее эффективным, чем лечение моноклональными антителами, такими как mAb114 и REGN-EB3. Однако испытания подтвердили его профиль безопасности.

### Использование в ветеринарии
В 2019 году было показано, что GS-441524 может использоваться для лечения инфекционного перитонита у кошек, вызванного коронавирусом. Он не был оценен и не одобрен Управлением по контролю за продуктами и лекарствами США (FDA) для лечения кошачьего коронавируса или инфекционного перитонита кошек, но с 2019 года доступен через веб-сайты и социальные сети как нерегулируемое вещество чёрного рынка. Поскольку GS-441524 является основным циркулирующим метаболитом ремдесивира и поскольку GS-441524 обладает аналогичной эффективностью в отношении SARS-Cov-2 in vitro, некоторые исследователи выступают за прямое введение GS-441524 в качестве лечения COVID‑19.
С 20 марта 2020 года, несмотря на то что ремдесивир был пока не одобрен Управлением по санитарному надзору за качеством пищевых продуктов и медикаментов США, в нескольких случаях медики использовали его для лечения пациентов с положительным результатом на COVID-19 находящихся в критическом состоянии. По предварительным данным препарат хорошо себя зарекомендовал Препарат зарегистрирован фирмой Gilead Sciences как орфанный препарат, что дает ряд льгот его производителям.
23 апреля 2020 было заявлено, что препарат провалил клинические испытания в качестве средства для лечения пациентов с положительным результатом на COVID-19. Тем не менее отмечено, что это исследование не является окончательным решением по этому вопросу, и есть ещё несколько крупномасштабных испытаний, которые вскоре должны дать более четкую картину, учитывая тот факт, что ранее этот препарат показал значительную эффективность в другой больнице.

## Фармакологические свойства
Ремдесивир относится к классу противовирусных препаратов, которые ингибируют РНК-зависимую РНК-полимеразу, фермент, необходимый для репликации ряда РНК-вирусов. Поскольку ингибирование фермента препятствует репликации вируса в инфицированных клетках, он проявляет антивирусную активность против ряда одноцепочечных РНК-содержащих вирусов, таких как вирус Эбола, вирус Марбург, респираторно-синцитиальный вирус человека, вирус Джунина, вирус лихорадки Ласса, вирус Нипах, вирус Хендра и коронавирусы (включая вирусы MERS и SARS). Обосновано его применение для лечения людей, заболевших COVID-19, и (исходя из ранее принятой схемы лечения болезни, вызванной вирусом Эбола) предложен 10-дневный режим лечения ремдесивиром: в 1-й день 200 мг, а затем поддерживающие дозы 100 мг один раз в день на протяжении 9 дней.

### Механизм действия
Ремдесивир является противовирусным препаратом прямого действия, который ингибирует РНК-зависимую РНК-полимеразу вируса
В качестве аналога аденозиннуклеозидтрифосфата (GS-443902) активный метаболит ремдезивира препятствует действию вирусной РНК-зависимой РНК-полимеразы и ускользает от проверки вирусной экзорибонуклеазой (ExoN), вызывая снижение продукции вирусной РНК. У некоторых вирусов, таких как респираторно-синцитиальный вирус, он вызывает остановку РНК-зависимой РНК-полимеразы, но его преобладающий эффект (как в случае с вирусом Эбола) заключается в необратимом обрыве цепи. В отличие от многих других терминаторов цепи, это не опосредуется предотвращением добавления непосредственно следующего за ним нуклеотида, а вместо этого происходит с задержкой, происходящей после добавления пяти дополнительных оснований к растущей цепи РНК. Для РНК-зависимой РНК-полимеразы MERS-CoV, SARS-CoV-1 и SARS-CoV-2 остановка синтеза РНК происходит после включения трех дополнительных нуклеотидов. Таким образом, ремдесивир классифицируется как противовирусный агент прямого действия, который действует как замедлитель обрыва цепи.
Помимо ремдесивира, эффективно ингибировать in vitro репликацию SARS-CoV-2 могут и некоторые другие препараты-аналоги нуклеотидов, включая фавипиравир, рибавирин, Галидесивир и EIDD-2801. Предполагается, что ремдесивир, а также эти нуклеотидные аналоги ингибируют активность вирусной РНК-зависимой РНК-полимеразы SARS-CoV-2, обрывая синтез цепи вирусной РНК. Показано, в частности, что EIDD-2801 в 3-10 раз сильнее ремдесивира в способности блокировать репликацию вируса SARS-CoV-2

### Фармакокинетика
У приматов, кроме человека, период полувыведения пролекарства из плазмы составляет 20 минут, причем основным метаболитом является нуклеозид GS-441524. Через два часа после инъекции основной метаболит GS-441524 присутствует в микромолярных концентрациях, тогда как интактный Ремдесивир больше не обнаруживается. Из-за этого быстрого внеклеточного превращения в нуклеозид GS-441524 некоторые исследователи задаются вопросом, действительно ли активный нуклеотидтрифосфат является производным от пролекарства Ремдезивира или происходит ли это путем фосфорилирования GS-441524, и будет ли прямое введение GS-441524 представляют собой более дешёвый и легкий в применении препарат COVID‑19 по сравнению с Ремдесивиром. Активированная нуклеотидтрифосфатная форма поддерживает внутриклеточные уровни в мононуклеарных клетках периферической крови (PBMC) и, предположительно, также в других клетках.

### Резистентность
Мутации в репликазе РНК вируса гепатита мышей, которые вызывают частичную устойчивость к ремдесивиру, были выявлены в 2018 году. Эти мутации делают вирусы менее эффективными по своей природе, и исследователи полагают, что они, вероятно, не сохранятся там, где препарат не используется.

## Взаимодействия
Ремдесивир, по крайней мере, частично метаболизируется ферментами цитохрома P450 CYP2C8, CYP2D6 и CYP3A4. Ожидается, что концентрация ремдесивира в плазме крови снизится, если его вводить вместе с индукторами цитохрома P450, такими как рифампицин, карбамазепин, фенобарбитал, фенитоин, примидон и зверобой.
Использование хлорохина или гидроксихлорохина с ремдесивиром может снизить противовирусную активность ремдесивира. Совместное применение ремдесивира и хлорохинфосфата или гидроксихлорохинсульфата не рекомендуется на основании данных in vitro, демонстрирующих антагонистический эффект хлорохина на внутриклеточную метаболическую активацию и противовирусную активность ремдесивира.

## Применение в медицине
В ноябре 2020 года Всемирная организация здравоохранения (ВОЗ) обновила свое руководство по лечению COVID-19, включив в него условную рекомендацию против использования ремдесивира, основанную на результатах исследования ВОЗ Solidarity. Европейское агентство по лекарственным средствам объявило, что они оценят новые данные, чтобы увидеть, требуется ли пересмотр разрешения на ремдесивир.
В Европейском союзе ремдесивир показан для лечения коронавирусной болезни 2019 (COVID‑19) у взрослых и подростков (в возрасте от двенадцати лет и старше с массой тела не менее 40 кг (88 фунтов)) с пневмонией, требующей дополнительного кислорода.
В Соединенных Штатах ремдесивир показан для использования у взрослых и подростков (в возрасте от двенадцати лет и старше с массой тела не менее 40 кг (88 фунтов)) для лечения COVID‑19, требующего госпитализации. В ноябре 2020 года FDA выдало разрешение на экстренное использование (EUA) комбинации барицитиниба с ремдесивиром для лечения подозреваемого или лабораторно подтвержденного COVID-19 у госпитализированных людей в возрасте двух лет и старше, которым требуется дополнительный кислород, инвазивная механическая вентиляция легких, или экстракорпоральная мембранная оксигенация (ЭКМО).

### «Разрешение для экстренного использования» препарата для лечения COVID-19 в США
После того, как 29 апреля 2020 о положительных результатах испытания лекарства заявил доктор Энтони Фаучи, глава Национального института аллергических и инфекционных заболеваний США (National Institute of Allergy and Infectious Diseases), на брифинге в Овальном кабинете в Белом доме, Управление по санитарному надзору за качеством пищевых продуктов и медикаментов США 1 мая 2020 дало «разрешение для экстренного использования» Ремдесивир (Remdesivir) для лечения COVID-19 в США.
'Разрешение для экстренного использования' (Emergency Use Authorization) в Соединенных Штатах — это специальный термин, «разрешение для экстренного использования» является законным средством для Администрации по контролю за продуктами и лекарствами утверждать новые лекарства или новые показания для ранее одобренных лекарств во время объявленной чрезвычайной ситуации.

## COVID-19
Ремдесивир используется при лечении COVID-19 в Китае после того, как in vitro было продемонстрировано его антивирусное действие против SARS-CoV-2

Предварительные результаты, представленные доктором Энтони Фаучи, показали, что пациенты получавшие ремдесивир выздоравливали на 31 % быстрее, чем пациенты, получавшие плацебо. В частности, среднее время восстановления составляло 11 дней для пациентов, получавших ремдесивир, по сравнению с 15 днями для тех, кто получал плацебо. Кроме того уровень смертности составил 8,0 % для группы, получавшей ремдесивир, по сравнению с 11,6 % для группы плацебо.
Весной 2020 года в разных странах начались несколько клинических исследований ремдесивира.
Одно из исследований, начатое по стандартам доказательной медицины в Китае, было прервано раньше срока, поскольку, по словам авторов, они не смогли набрать нужное число пациентов. Это исследование, даже не завершённое, показало отсутствие значимого лечебного эффекта у терапии ремдесивиром, однако меньшее запланированного число пациентов и раннее завершение исследования не дают уверенности в результате. Для подтверждения выводов авторов требуются другие исследования. Кроме того, выводы его авторов подвергнуты критике, независимый анализ данных выявил большую смертность у пациентов, принимавших ремдесивир, по сравнению контрольной группой, что может свидетельствовать о небезопасности препарата. Препарат имеет серьёзные побочные эффекты, из-за которых заметное число (18) участников эксперимента перестали его принимать Другие специалисты сомневаются, что даже полноценно проведённые исследования смогут выявить существенную для практического применения пользу от ремдесивира, поскольку уже в этом исследовании нет хоть сколько-то значимого эффекта. Споры вокруг ремдесивира усилил скандал с публикацией отрицательных результатов исследования на сайте ВОЗ и удаление опубликованного отчёта после возмущения представителей производителя.
Исследователи, проводящие рандомизированное исследование на 1063 пациентах, в мае 2020 года предварительно сообщили, что при десятидневном лечении ремдесивиром пациенты быстрее выздоравливают по сравнению с принимавшими плацебо, однако их выводы вызвали вопросы, в частности, поскольку количество дней до выздоровления является субъективным фактором, независимому специалисту непонятно, почему в качестве критерия исследования не была выбрана объективная величина, например, смертность (выживаемость) пациентов.
В рандомизированном исследовании с пациентами, которым не требовалась механическая вентиляция лёгких, сравнивали лечение ремдесивиром в течение 5 дней и в течение 10 дней. Не было выявлено разницы между такими курсами ремдесивира, контрольной группы в этом исследовании не было. 16 октября глава Всемирной организации здравоохранения Тедрос Аданом Гебрейесус напомнил, что масштабные исследования лекарств ВОЗ показывают, что ремдесивир и интерферон слабо влияют на снижение смертности или сокращение времени пребывания в больнице. Ремдесивир может помочь на ранних стадиях COVID-19, но его применение оказывается неоправданно дорогим, учитывая сугубо индивидуальную динамику протекания заболевания.
Тем не менее ремдесивир, несмотря на довольно слабые доказательства, стоящие за ним и дороговизну, в настоящее время является частью стандартных пакетов лечения в некоторых странах[каких?]. Ремдесивир первым среди всех препаратов получил полное разрешение Управления по санитарному надзору за качеством пищевых продуктов и медикаментов США (FDA) на использование для лечения людей старше 12 лет и весом не менее 40 килограммов, которым требуется госпитализация из-за коронавирусной инфекции

## Побочные эффекты
Наиболее частые побочные эффекты в исследованиях ремдесивира при COVID‑19 включают дыхательную недостаточность и поражение органов, в том числе низкий уровень альбумина, низкий уровень калия, низкое количество эритроцитов, низкое количество тромбоцитов, необходимых для свертывания крови, и пожелтение кожи (поражение печени). Другие зарегистрированные побочные эффекты включают желудочно-кишечные расстройства, повышенный уровень ферментов печени трансаминаз, в крови (нарушение функций печени) и реакции в месте введения инфузии.
К возможным побочным эффекты ремдесивира непосредственно при введении включают: понижение кровяного давления, тошноту, рвоту, потоотделение и дрожь.

## Общество и культура

### Правовой статус
Ремдесивир — это первое лекарство от COVID‑19, одобренное Управлением по контролю за продуктами и лекарствами США (FDA). Одобрение FDA не распространяется на все население, которое было разрешено использовать ремдесивир в соответствии с разрешением на экстренное использование (EUA), первоначально выданным 1 мая 2020 года. Чтобы обеспечить постоянный доступ к педиатрическому населению, ранее подпадающему под действие EUA, FDA пересмотрело EUA для ремдесивира, чтобы разрешить использование препарата для лечения подозреваемого или лабораторно подтвержденного COVID‑19 у госпитализированных педиатрических пациентов весом от 3,5 кг (7,7 фунта) до менее 40 кг (88 фунтов) или госпитализированных педиатрических пациентов менее двенадцати лет возраст весом не менее 3,5 кг (7,7 фунта). Клинические испытания по оценке безопасности и эффективности ремдесивира в этой популяции педиатрических пациентов продолжаются.
Всемирная организация здравоохранения (ВОЗ) не рекомендует применять ремдесивир у пациентов с COVID-19. ВОЗ выпустила условную рекомендацию, в которой не рекомендуется применять ремдесивир у госпитализированных пациентов, независимо от тяжести заболевания, так как в настоящее время нет доказательств того, что ремдесивир улучшает показатели выживаемости и другие результаты лечения этих пациентов. Эта рекомендация, выпущенная 20 ноября, является частью действующих руководящих принципов по оказанию клинической помощи при COVID-19. Она была разработана международной группой по подготовке руководящих принципов, в состав которой входят 28 врачей-клиницистов, 4 пациента-партнера и один специалист по этике.
Руководящие принципы были разработаны в сотрудничестве с некоммерческой организацией Magic Evidence Ecosystem Foundation (MAGIC), которая оказывала методическое содействие. Эти руководящие принципы носят инновационный характер, сочетая научные стандарты с оперативностью, необходимой для реагирования на продолжающуюся пандемию. Работа над ними началась 15 октября, когда были опубликованы промежуточные результаты клинического исследования ВОЗ Solidarity. Данные, рассмотренные группой, включали результаты этого исследования, а также трех других рандомизированных контролируемых исследований. В целом в рамках четырёх исследований были изучены данные в отношении более чем 7000 пациентов.

### Полемика
По мнению международных экспертов из British Medical Journal, ремдесивир «вероятно, не оказывает существенного влияния на потребность в искусственной вентиляции легких и может иметь незначительное влияние или вообще не влиять на продолжительность пребывания в больнице». Авторы отмечают, что из-за высокой цены ремдесивир может отвлекать средства и усилия от других методов лечения COVID‑19.
В ноябре 2020 года Всемирная организация здравоохранения обновила свои рекомендации по лечению COVID-19, включив в них условную рекомендацию против использования ремдесивира, основанную на результатах исследования ВОЗ Solidarity. Gilead выпустила заявление в ответ на обновленные рекомендации Всемирной организации здравоохранения по лечению.